# Lupșanu
Lupșanu è un comune della Romania di 3 499 abitanti, ubicato del distretto di Călărași, nella regione storica della Muntenia.
Il comune è formato dall'unione di 5 villaggi: Lupșanu, Nucetu, Plevna, Radu Vodă, Valea Rusului.